# Вірджинія Брюс
Вірджинія Брюс (англ. Virginia Bruce), справжнє ім'я Гелен Вірджинія Бріґґз (англ. Helen Virginia Briggs) — американська співачка і акторка кіно, телебачення і радіо.

## Життєпис
Народилася 29 вересня 1910 року в Міннеаполісі в сім'ї страхового агента і гольфістки. Після закінчення школи з сім'єю переїхала в Лос-Анджелес, маючи намір вступити в Каліфорнійський університет, але замість цього майже відразу поїхала в Нью-Йорк, де стала з'являтися в бродвейських мюзиклах і фільмах. У 1932 році повернулася в Голлівуд, де одружилася і продовжила зніматися у фільмах. 
Була у шлюбі з актором Джоном Гілбертом з 1932 по 1934 рік (народила дочку Сьюзен Енн Гілберт), сценаристом та режисером Джейкобом Волтером Рабеном (J. Walter Ruben) з 1937 по 1942 рік (народила сина Крістофера Рабена, чоловік помер) та турецьким військовослужбовцем Алі Іпаром з 1946 по 1951 рік і з 1952 по 1964 рік. Фіктивне розлучення було необхідним для врегулювання відносин чоловіка зі збройними силами своєї країни.
Вірджинія Брюс померла 24 лютого 1982 в Вудленд-Хіллз від раку.

## Фільмографія
1. 1929: Парад кохання / The Love Parade — фрейліна
2. 1930: Лотерея / Raffles — подруга Ґвен
3. 1930: Вупі! / Whoopee! — дівчина з «Goldwyn Girls»
4. 1931: Чортові пірнальники / Hell Divers — дівчина (сцена стерта)
5. 1934: Могутній Барнум / The Mighty Barnum — Єнні Лінд
6. 1935: Метрополітен / Metropolitan — Енн Меррілл
7. 1936: Великий Зігфельд / The Great Ziegfeld — Одрі Ден
8. 1936: Народжена танцювати / Born to Dance — Люсі Джеймс, бродвейська зірка
9. 1937: Негідник з Брімстоун / The Bad Man of Brimstone — Лоретта Дуглас